# 튀르핑

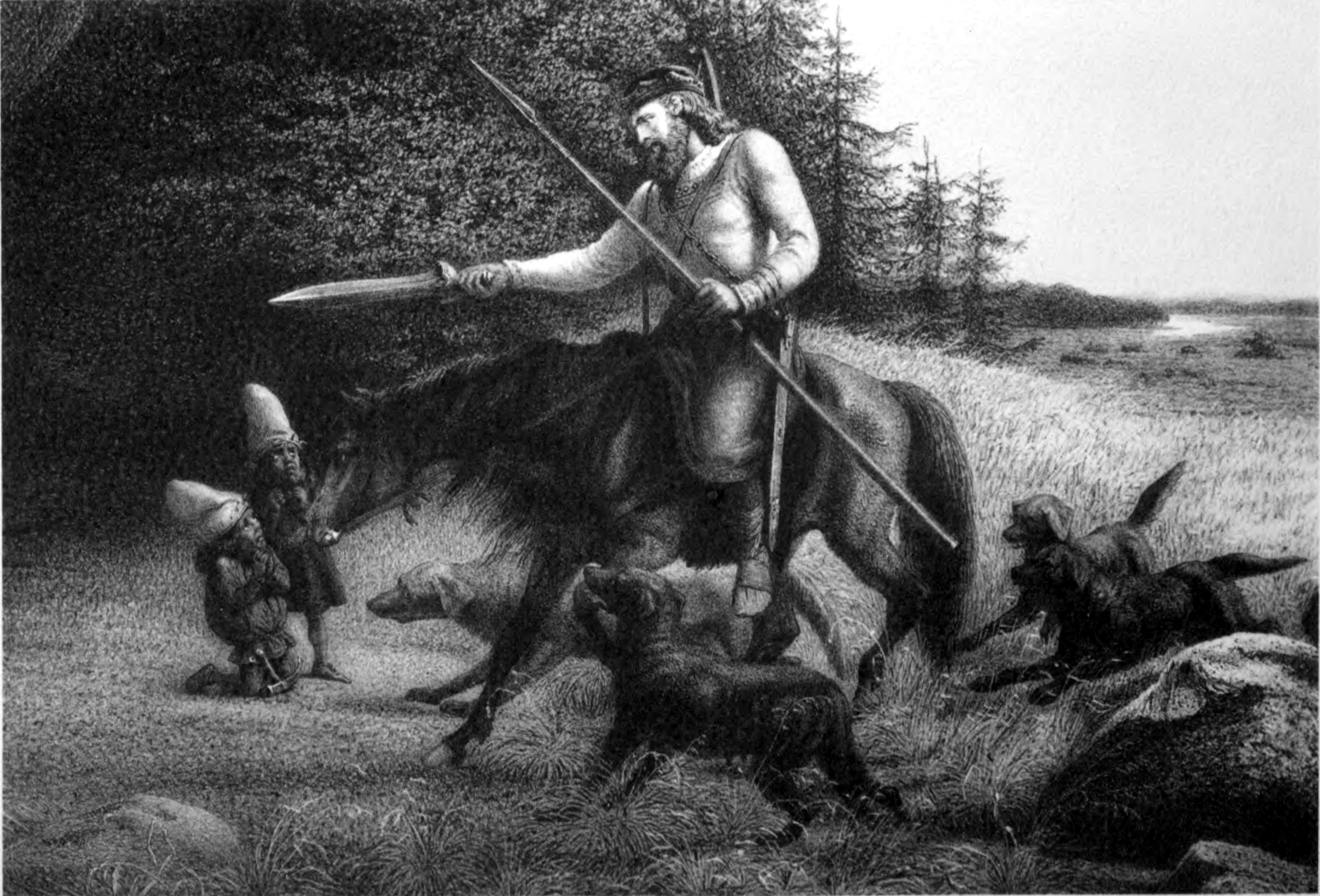
티르핑을 손에 넣는 스바프를라미 왕.

튀르핑(고대 노르드어: Tyrfing) 또는 튀르빙(고대 노르드어: Tyrving)은 노르드 신화의 티르핑 대계에 등장하는 마검이다. 티르핑 대계는 《고 에다》 중 〈헤르보르의 서사시〉와 《헤르보르와 헤이드레크의 사가》에 보존되어 있다.
스바프를라미는 가르다리키(오늘날의 러시아)의 왕으로, 오딘의 손자이다. 그는 드발린과 두린이라는 드베르그를 붙잡아 칼자루는 황금이고 절대 빗나가지 않으며 절대 녹슬지 않고 돌이나 무쇠도 천조각처럼 잘라내는 명검을 만들어내라고 협박했다. 두 드베르그는 시키는 대로 검을 만들었으나 원한을 품고 이 검을 뽑으면 사람을 죽이지 않으면 다시 칼집에 넣을 수 없을 것이며 세 가지 거대한 악을 행하리라는 저주를 내렸다. 스바프를라미는 저주에 관해 전해듣고 드발린을 죽이려 했으나 드발린은 바위 속으로 도망가 버렸다.
이후 스바프를라미는 베르세르크 아릉그림과 싸우다가 죽고 티르핑은 아릉그림에게 넘어간다. 아릉그림은 열두 아들 중 가장 총애한 장남 앙간튀르에게 칼을 주었는데, 앙간튀르를 비롯한 12형제는 삼쇠섬에서 스웨덴의 영웅 햘마르와 그의 의형제인 노르웨이 영웅 오르바르오드에게 죽임을 당한다. 그러나 햘마르 역시 티르핑에 부상을 당해 죽는다. 이것이 티르핑이 행한 첫 번째 거악이다.
삼쇠섬에서 유일하게 살아남은 오르바르오드는 티르핑을 앙간튀르 12형제의 시체와 함께 땅속에 묻었는데, 훗날 앙간튀르의 외동딸 헤르보르가 스캴드메르(여전사)로 성장해 삼쇠섬으로 와서 티르핑을 도굴해간다. 이후 은퇴하여 구드문드 왕의 아들 호프문드와 결혼한 헤르보르는 헤이드레크와 앙간튀르 형제를 낳는다. 헤르보르는 헤이드레크에게 검을 물려주었는데, 드베르그의 저주로 인해 헤이드레크는 형제 앙간튀르를 티르핑으로 죽이고 만다. 이것이 티르핑의 두 번째 거악이다.
이후 고트인의 왕이 된 헤이드레크는 카르파티아를 공격한다. 숙영 도중 헤이드레크의 여덟 노예가 헤이드레크의 막사에 들이닥쳐 티르핑을 뽑아 헤이드레크를 죽였다. 이것이 티르핑의 세 번째 거악이다. 헤이드레크의 아들 앙간튀르가 노예들을 모두 죽이고 검을 자신의 것으로 삼는다. 세 번의 악업이 행해졌으므로 이제 저주는 사라졌다.
앙간튀르는 헤이드레크의 뒤를 이어 고트인의 왕이 되었으나 그의 이복형 흘로드가 왕국의 절반을 요구했다. 앙간튀르는 거부했고, 헤이드레크의 양부 기주르는 흘로드를 모욕하였고 이 이야기를 들은 흘로드의 외할아버지 후믈리는 분노하여 훈족 기병 342,200기로 이루어진 군사를 일으켜 고트를 침략한다. 고트인들은 훈족에게 수적으로 압도 당하여 많은 고트인들이 죽었지만 앙간튀르는 티르핑의 힘을 빌어 겨우 승리한다. 이 싸움으로 흘로드를 비롯한 수많은 사람들이 죽었고, 사람과 말의 시체가 강을 막아 홍수가 날 지경에 이르렀다.